# Vice Great Seneschal of Ireland
Vice Great Seneschal of Ireland oder Deputy Lord High Steward of Ireland ist die Funktionsbezeichnung eines Stellvertreters des erblichen Lord High Steward of Ireland (der auch Great Seneschal of Ireland genannt wird). Es handelt sich um keinen formellen Amtstitel. Das erbliche Great Office of State des Lord High Steward of Ireland wird seit 1446 vom jeweiligen Earl of Shrewsbury geführt.
Das Recht des Lord High Steward of Ireland, entsprechende Stellvertreter zu ernennen, geht auf den Präzedenzfall zurück, dass am 27. August 1450 der 1. Earl of Shrewsbury als Lord High Steward of Ireland John Penyngton als seinen Steward für Wexford einsetzte, mit der Weisung, dass der dortige Sheriff und alle übrigen Amtsträger ihm als Seneschal zu gehorchen haben. Die Praxis der Ernennungen solcher Vertreter für irische Counties durch die Earls of Shrewsbury wurde dem 18. Earl of Shrewsbury mit Urteil vom 1. August 1862 vom House of Lords als berechtigte Ausübung eines Vorrechtes des Lord High Steward of Ireland bestätigt.
Die funktionale Rolle des Vice Great Seneschal oder Deputy Lord High Steward of Ireland besteht darin, den Lord High Steward bei Bedarf bei Staatszeremonien, einschließlich königlicher Krönungen, zu vertreten, und dabei das Staatsschwert Curtana (Sword of Mercy) und/oder einen weißen Stab (White Wand) zu tragen.
Früher gehörte es auch zu den Amtsaufgaben des Lord High Steward den Vorsitz in den Gerichtsprozessen des irischen Oberhauses gegen irische Peers zu führen, die wegen Verbrechen angeklagt waren. Folgende Personen wurden vom jeweiligen Earl of Shrewsbury jeweils für konkrete Prozesse ernannt, ihn in dieser richterlichen Funktion als delegierter Lord High Steward zu vertreten:
- 1628: Francis Aungier, 1. Baron Aungier (1558–1632)[6]
- 1739: Thomas Wyndham, 1. Baron Wyndham (1681–1745)[7]
- 1743: Robert Jocelyn, 1. Baron Newport (1727–1756)[8][9]
- 1798: John FitzGibbon, 1. Earl of Clare (1749–1802)

Die Funktion des Vice Great Seneschal of Ireland wurde zuletzt am 4. Juli 2002 vom 22. Earl of Shrewsbury an den republikanisch-irischen Militärhistoriker Patrick Denis O’Donnell (1922–2005), der auch das erbliche Amt des Great Seneschal oder Lord Steward für Tyrconnell innehatte, vergeben und wird heute von dessen Sohn und Erben, dem Diplomaten Francis Martin O’Donnell (* 1954) beansprucht.

## Deputy Lord High Steward of Ireland
Neben der Funktion des Vice Great Seneschal of Ireland gibt es einige wenige weitere Ernennungen ehrenhalber zum Deputy Lord High Steward of Ireland. Nach Angaben des 22. Earl of Shrewsbury hat dieser fünf nominale Stellvertreter ehrenhalber ernannt, darunter 1994 an Anthony Boada und 2022 an Jörg Barisch. Der Earl betont, dass es sich um eine reine Ehrentitulatur ohne Vergütung oder Aufgaben handelt, die weder vom College of Arms in London noch von den Behörden in der Republik Irland anerkannt wird. Die Ernennung hat kaum relevante Bedeutung, wird aber von den ernannten Personen als freundschaftliche Geste angesehen. Zwei Ernannte haben die Titulatur für wohltätige und andere Zwecke genutzt. Der Earl erlaubt nicht, dass die Titulatur für kommerzielle Zwecke verwendet wird. 1999 wurde berichtet, dass Anthony Boada das Amt bzw. den Amtstitel bei einer Auktion von Strutt & Parker für mehr als 55.000 Pfund verkauft habe. Die Ernennungen zum Vice Great Seneschal of Ireland und Deputy Lord High Steward of Ireland sind auf erblicher Basis bzw. auf Lebenszeit für die Inhaber erfolgt.